# Дзело-Буон-Персико
Дзело-Буон-Персико (итал. Zelo Buon Persico) — коммуна в Италии, располагается в регионе Ломбардия, подчиняется административному центру Лоди.
Население составляет 5189 человек, плотность населения составляет 288 чел./км². Занимает площадь 18 км². Почтовый индекс — 20060. Телефонный код — 02.
Покровителем коммуны почитается святой апостол Андрей, празднование 30 ноября.